# Eremophygus bicolor
Eremophygus bicolor är en skalbaggsart som beskrevs av Gutierrez 1951. Eremophygus bicolor ingår i släktet Eremophygus och familjen Rutelidae. Inga underarter finns listade i Catalogue of Life.